# Brize Norton
Pour les articles homonymes, voir Brize (homonymie).
Brize Norton est une paroisse civile et un village de l'Oxfordshire, en Angleterre.
La plus grande base aérienne de la Royal Air Force, la RAF Brize Norton, se trouve sur son territoire.